# Tirpitz-Stellung
Die Tirpitz-Stellung ist eine Bunkeranlage in der Nähe von Blåvand bei der dänischen Stadt Esbjerg. Der Bau wurde während des Zweiten Weltkrieges begonnen, aber nie fertiggestellt. Benannt ist die Stellung nach dem deutschen Großadmiral der früheren Kaiserlichen Marine Alfred von Tirpitz (1849–1930).

## Geschichte
Im Juli 1944 begann die deutsche Besatzungsmacht unter Generalfeldmarschall Erwin Rommel mit dem Bau der Bunkeranlage; zu ihr gehörten die größten Bunker in Rommels gesamter Küstenverteidigung. Die Anlage sollte bis September 1945 fertiggestellt werden.

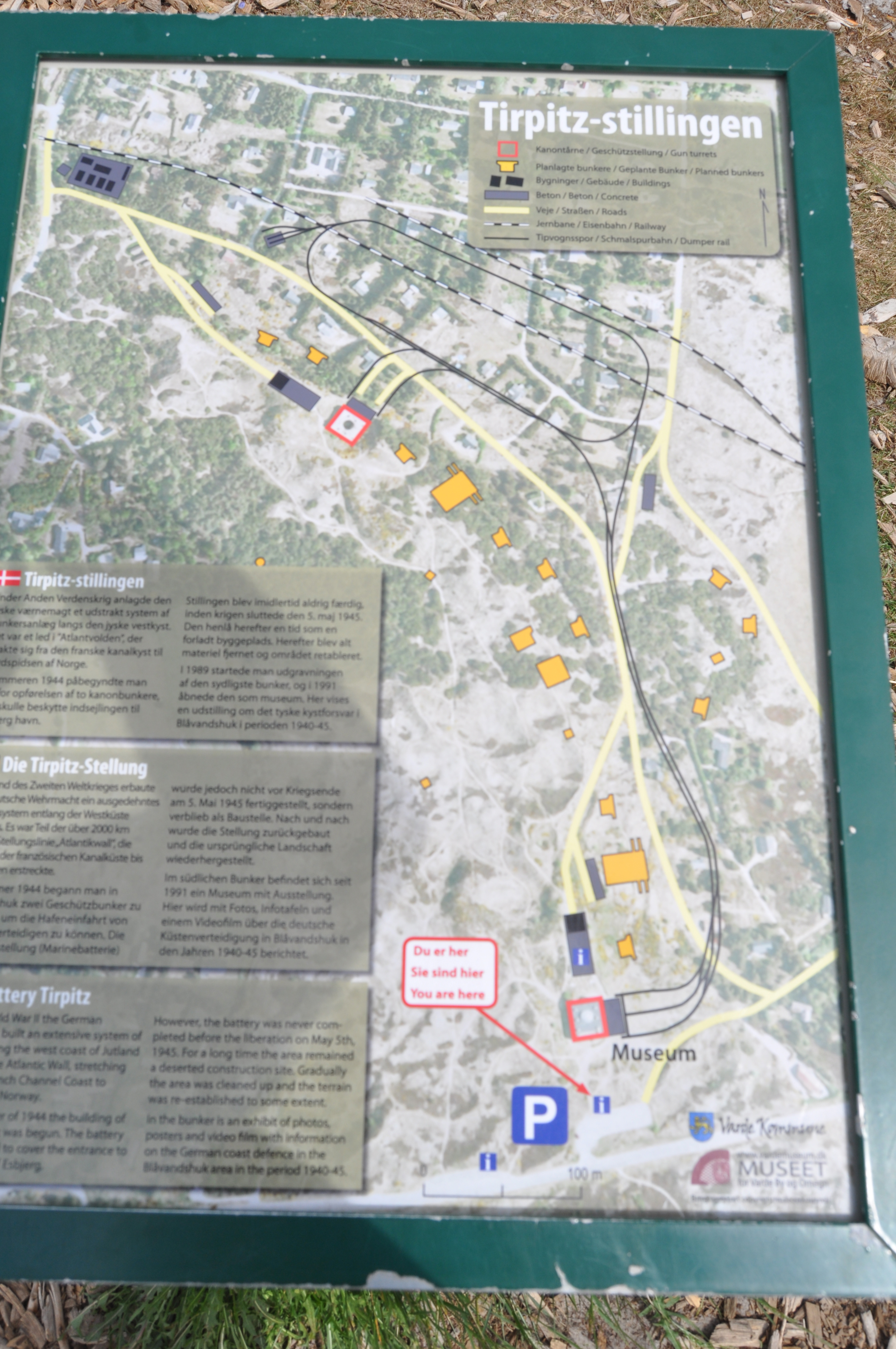
Infotafel mit Stellungsplan Tirpitz Blavand

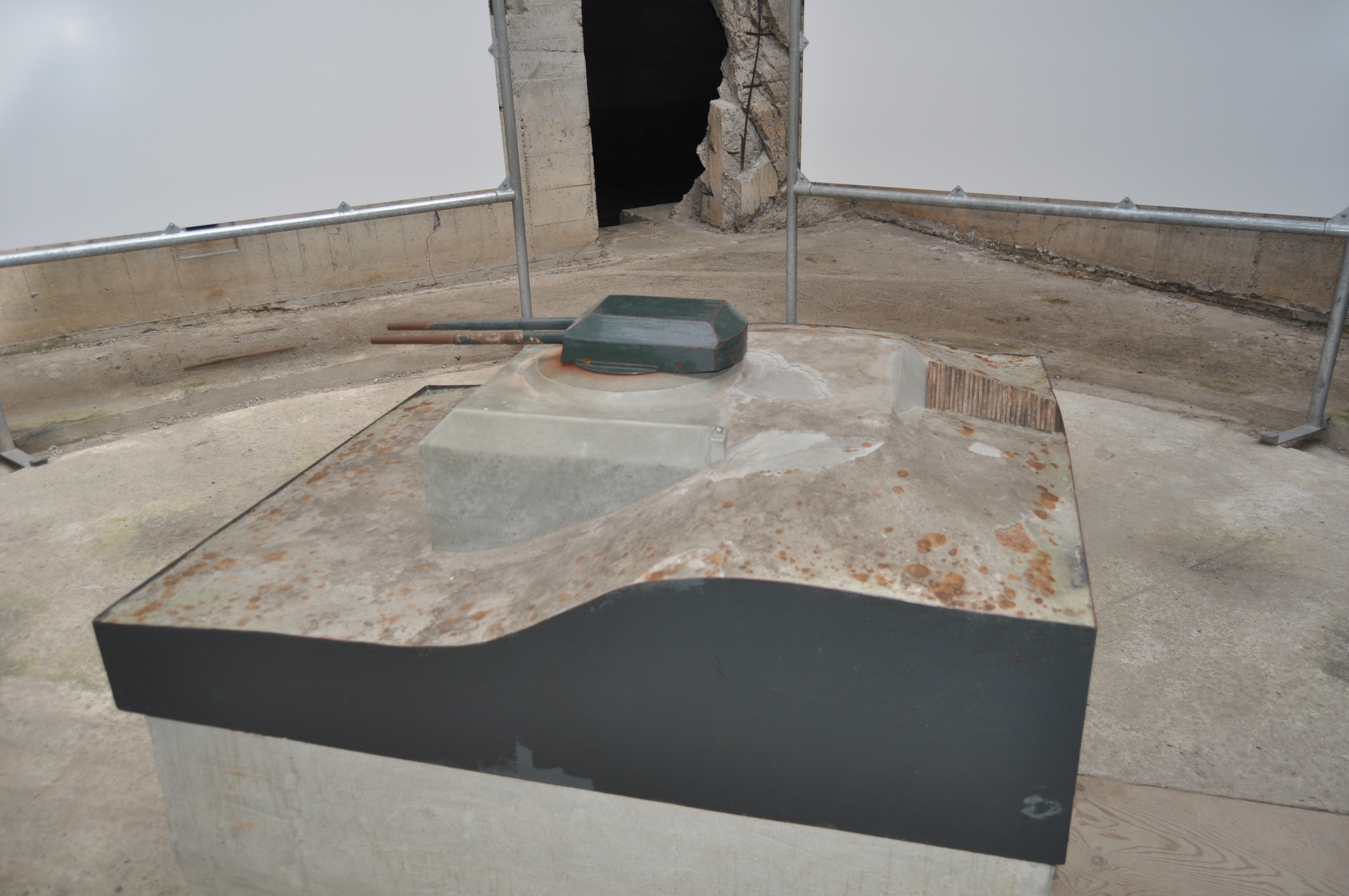
Modell des Artilleriebunkers Tirpitz 2 im Museum Blavand

Die Tirpitz-Stellung sollte mit vier Geschützen Typ 38-cm-Schnelladekanone C/34 das Meeresgebiet vor der Einfahrt nach Esbjerg decken. Die beiden Artilleriebunker bestanden je aus 2000 m³ Beton, die gesamte Stellung aus 6000 m³.
Der Plan für die Tirpitz-Stellung sah zahlreiche Bunker vor:
- zwei Kanonenbunker für 38-cm-Geschütze auf Doppellafetten
- zwei Munitionsbunker
- ein Feuerleitbunker
- zwei Zugbunker mit Flakgeschütz
- sechs Mannschaftsbunker
- zwei Schwere Flakbunker

Die meisten der geplanten Bunker wurden bis zur Befreiung Dänemarks von der deutschen Besatzung nicht gebaut, die beiden Geschützbunker waren im Rohbau größtenteils fertiggestellt.
Kanonenbunker:
- Grundfläche: 25,3 m × 22,6 m
- Höhe: 10,6 m
- Außenwände und Decke: 3,5 m
- Innenwände: 1,0–1,5 m
- Boden: 1,2 m

Geschütze:
- 38-cm-Schnelladekanone C/34 auf Doppellafette mit Panzerturm
- Länge: 19,63 m
- Gewicht: 111 Tonnen
- Seitenrichtwinkel: 360°
- Elevationswinkel: −5 ½° bis +30°
- Schussweite: Panzerbrisanzgeschoss (800 kg) = 42,1 km; Panzergranate (495 kg) = 54,9 km
- Feuergeschwindigkeit: 2 Schuss pro Rohr/Minute

Bei den Rohren handelte es sich um vier der sechs 38-cm-Rohre des beschädigten und außer Dienst gestellten Schlachtschiffes Gneisenau, welches diese nach der Umrüstung von drei 28-cm-Drillings-Türmen zu drei 38-cm-Türmen (in Doppelrohraufstellung) bekommen sollte. Die Tirpitz-Stellung wurde jedoch nie fertiggestellt. Zum Zeitpunkt der deutschen Kapitulation lagen die vier Kanonen auf Schwerlastwagen im Bahnhof von Guldager zwischen Varde und Esbjerg, da die Brücken in Varde für die über 110 Tonnen schweren Wagen nicht ausgelegt waren.
Nach Fertigstellung sollten alle Bunker zur Tarnung und zum Schutz weitgehend in Sand eingebettet und bepflanzt werden. Unterirdische Gänge oder Splitterschutzgräben sollten die Verbindung zwischen den Bunkern herstellen. Für den Transport der Geschosse war eine Schmalspurbahn vorgesehen.

## Die Stellung heute

Der Museumsbunker Tirpitz 2 im Jahr 2004

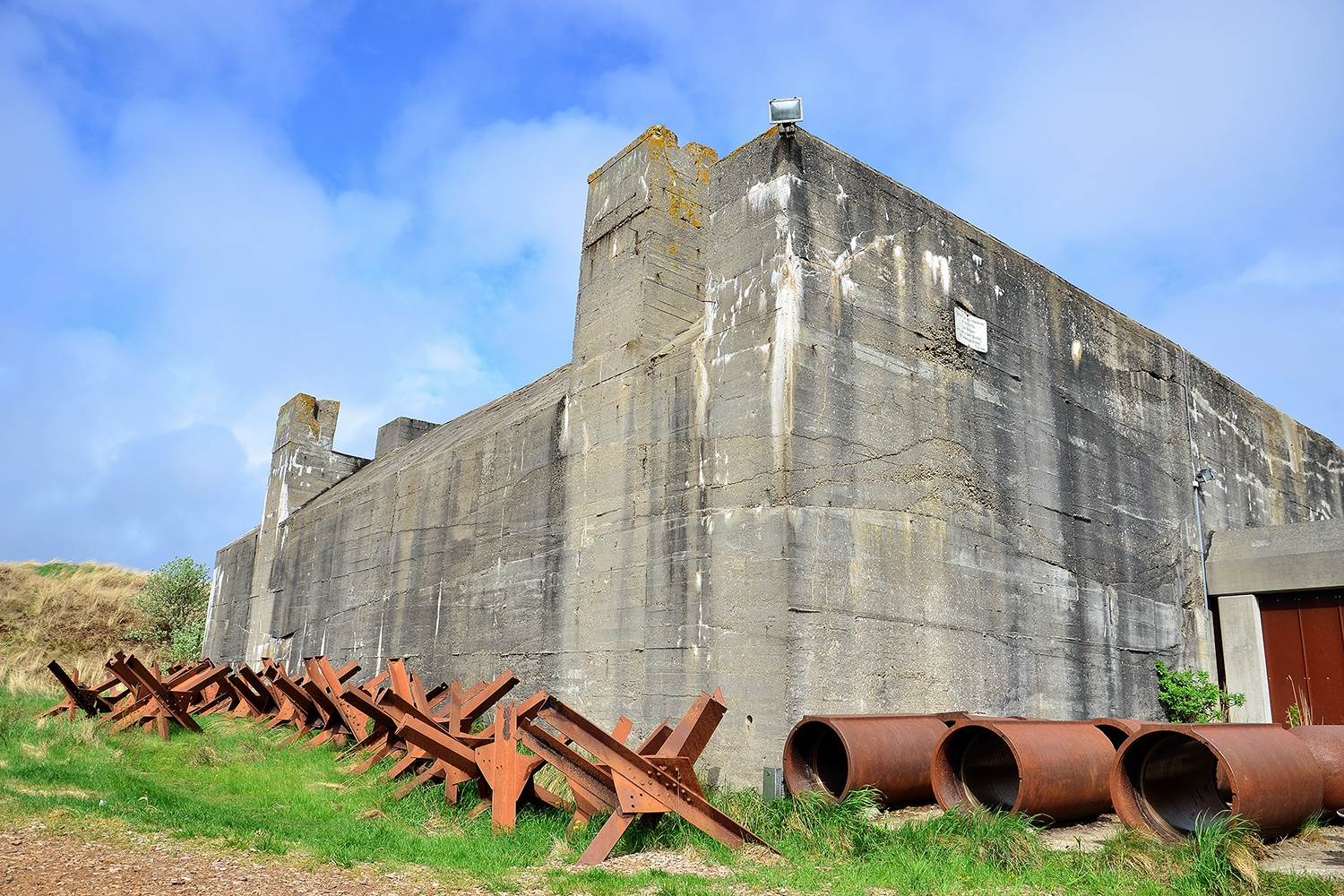
Foto des Bunkers mit Hindernissen

Nach dem Krieg wurden die Anlagen von den Alliierten inspiziert und abgesperrt, dann später der dänischen Regierung übergeben. Man überlegte die Nutzung durch das dänische Heer (z. B. Munitionslager usw.), gab die Idee dann aber auf. Die Anlagen wurden gesprengt, außer den beiden großen Bunkern, die für die Artilleriebestückung vorgesehen waren. Der nördliche Bunker 1 ist erhalten und im Zustand der damaligen Bauphase. Der Bunker 2 wurde als Museum für den Atlantikwall ausgebaut und wird heute noch genutzt. Es erfolgte lediglich eine Teilsprengung, um den vollgelaufenen Bunker zu entwässern. Der Rundschacht für den Kanonenturm wurde mit einer durchsichtigen Kunststoffkuppel versehen. Ausstellungen und zwei Filmräume (dänische und deutsche Vertonung) komplettieren den sonst in originalem Zustand befindlichen Bunker. Das Tirpitz-Museum wurde komplett erneuert und von Kronprinz Frederik am 29. Juni 2017 offiziell eingeweiht. Zu sehen gibt es Ausstellungen über die Geschichte der dänischen Westküste, die Auswirkungen des Zweiten Weltkrieges auf die Region und über Bernstein. Ein Tunnel führt außerdem in den alten Tirpitz-Bunker mit einer vierten Schau über die Geschichte des Atlantikwalls.
Zwischen Bunker 1 und 2 sind nur noch teilweise Betonruinen zu erkennen.
Drei der vier Kanonenrohre wurden in den 1960er Jahren verschrottet. Das letzte wurde per Bahn nach Kopenhagen transportiert und war dort als weltgrößtes Kanonenrohr im Königlich Dänischen Zeughausmuseum ausgestellt. Im Jahr 2005 wurde es zum Bunkermuseum Hanstholm verbracht und kann dort besichtigt werden.